# Denney
Denney (deutsch früher Düringen) ist eine französische Gemeinde mit 762 Einwohnern (Stand: 1. Januar 2022) im Territoire de Belfort in der Region Bourgogne-Franche-Comté. Die Bewohner werden Denneysiens und Denneysiennes genannt.

## Geographie
Denney liegt auf 352 m, etwa fünf Kilometer nordöstlich der Stadt Belfort (Luftlinie). Das Dorf erstreckt sich im Flachland der Burgundischen Pforte, auf dem Plateau südlich der Forêt de Roppe im Vorland der Vogesen, am Dorfbach westlich des Flusslaufs der Autruche.

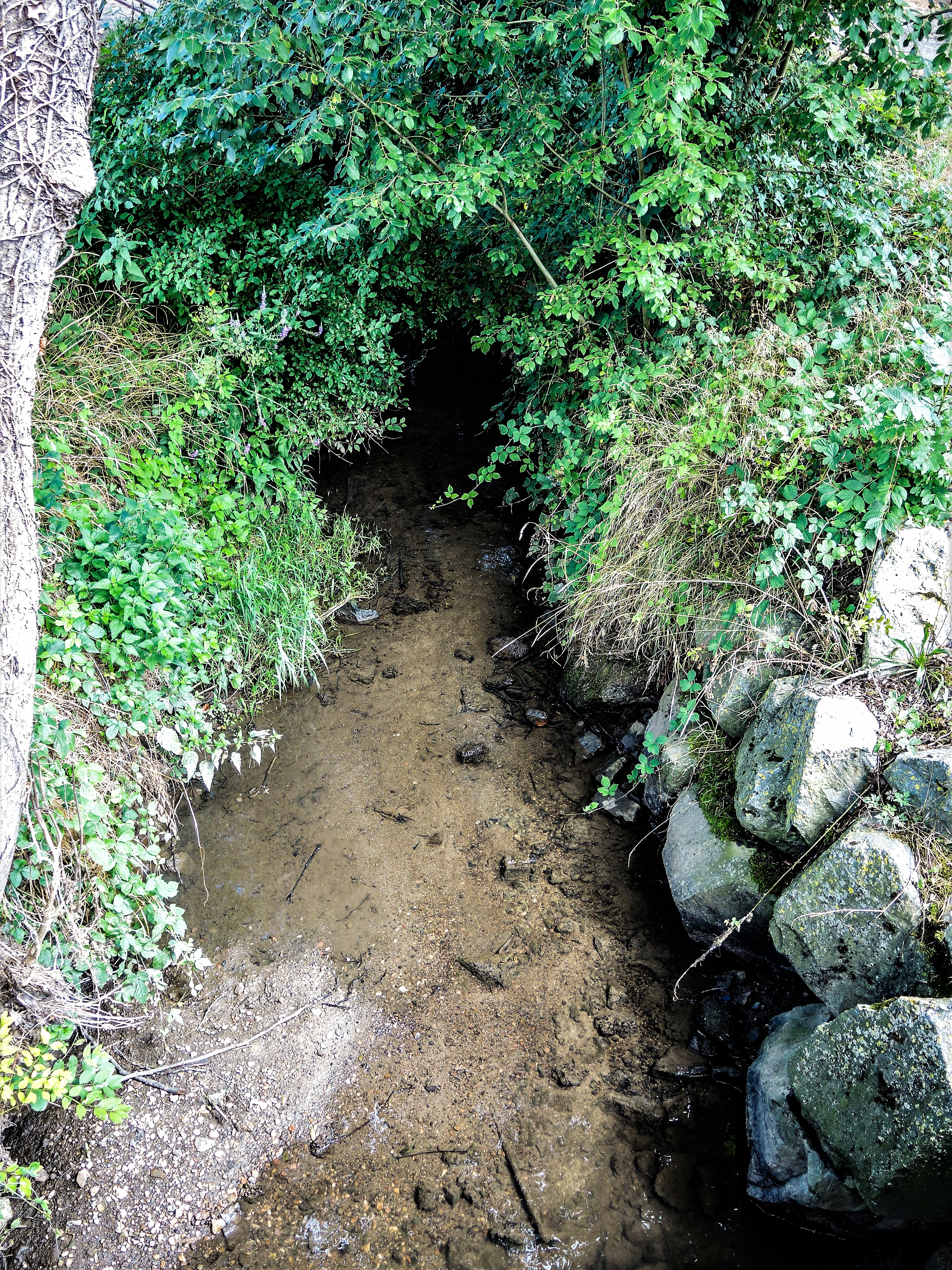
Ruisseau de la Femme bei Denney

Die Fläche des 3,48 km² großen Gemeindegebiets umfasst einen Abschnitt der nur schwach reliefierten Landschaft im nördlichen Bereich der Burgundischen Pforte (Trouée de Belfort). Der Hauptteil des Gebietes wird von der weiten Fläche am Fuß der Forêt de Roppe eingenommen. Diese wird durch den Dorfbach von Denney und die Autruche nach Süden entwässert. Sie liegt durchschnittlich auf 350 m und ist überwiegend mit Acker- und Wiesland bedeckt, zeigt aber auch einige Waldflächen. Nach Südwesten erstreckt sich das Gemeindeareal mit einem schmalen Streifen in eine Längsmulde zwischen den Höhen des Bois de la Miotte und des Bois des Fourches. Am Abhang des Bois des Fourches nahe beim Fort de la Justice wird mit 430 m die höchste Erhebung von Denney erreicht.
Zu Denney gehört die Siedlung La Mèche (362 m) auf dem Plateau am Ostrand des Bois de la Miotte. Nachbargemeinden von Denney sind Vétrigne und Roppe im Norden, Phaffans und Bessoncourt im Osten, Pérouse im Süden sowie Belfort und Offemont im Westen.

## Geschichte

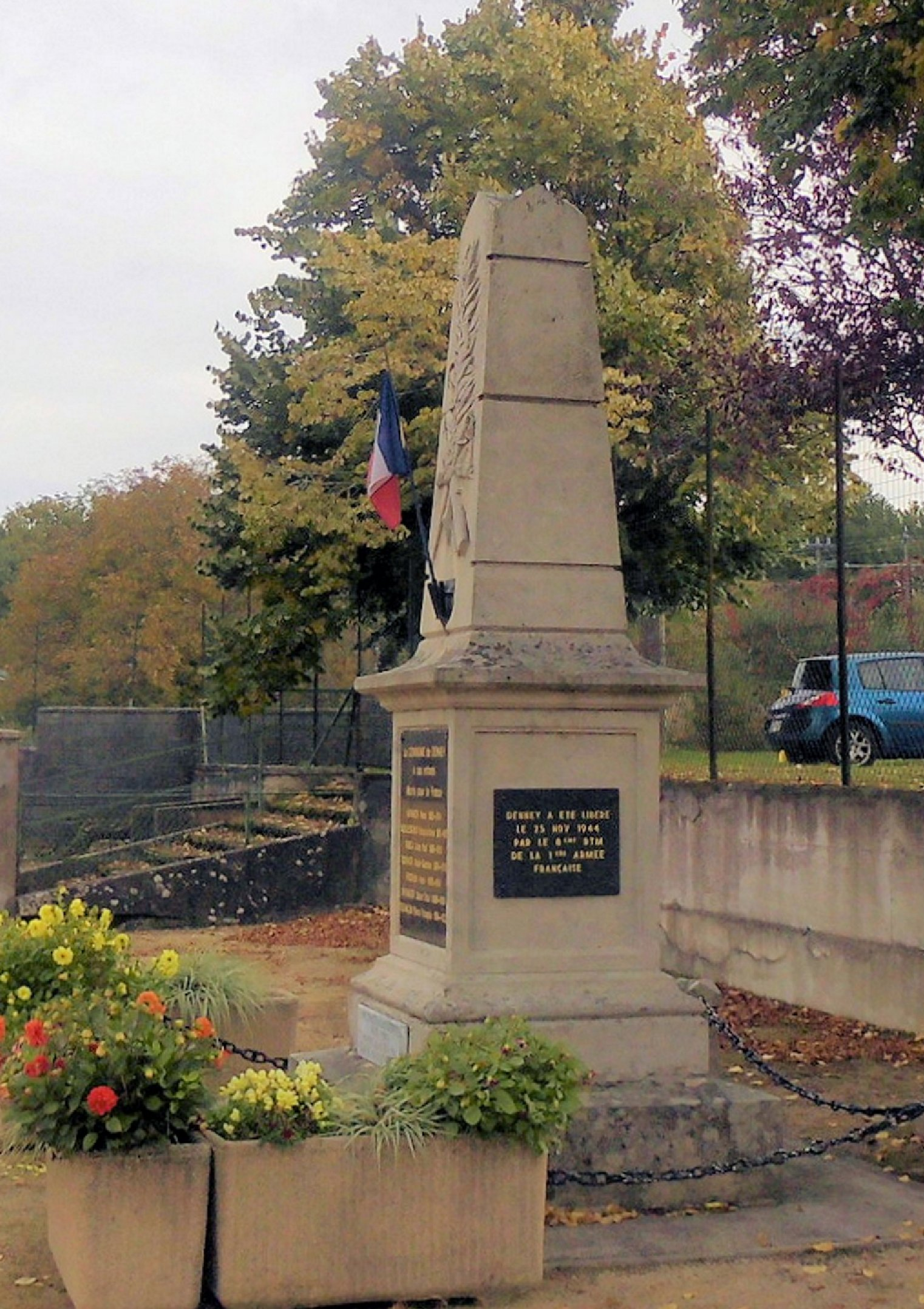
Gefallenendenkmal

Erstmals urkundlich erwähnt wird Denney im Jahr 1344 als Thiengen. Von 1347 stammt die Bezeichnung Dernaix. Zunächst im Einflussbereich der Herren von Montbéliard stehend, gelangte das Dorf Mitte des 14. Jahrhunderts unter die Oberhoheit der Habsburger. Es gehörte zur Herrschaft Rougemont. Auf einer Karte von Gerhard Mercator von 1585 erscheint Denney als Diring. Zusammen mit dem Sundgau kam Denney mit dem Westfälischen Frieden 1648 an die französische Krone. Seit 1793 gehörte das Dorf zum Département Haut-Rhin, verblieb jedoch 1871 als arrondissement subsistant du Haut-Rhin im Gegensatz zum restlichen Elsass bei Frankreich. Seit 1976 war Denney Teil der Agglomeration Belfort, aus der 1999 der Gemeindeverband Communauté d’Agglomération Belfortaine entstand, der wiederum 2017 in der Grand Belfort Communauté d’Agglomération aufging.

## Bevölkerung
| Bevölkerungsentwicklung | Bevölkerungsentwicklung |
| Jahr                    | Einwohner               |
| ----------------------- | ----------------------- |
| 1962                    | 249                     |
| 1968                    | 314                     |
| 1975                    | 415                     |
| 1982                    | 491                     |
| 1990                    | 531                     |
| 1999                    | 637                     |
| 2007                    | 760                     |
| 2017                    | 762                     |

Mit 762 Einwohnern (1. Januar 2022) gehört Denney zu den kleinen Gemeinden des Département Territoire de Belfort. Nachdem die Einwohnerzahl in der ersten Hälfte des 20. Jahrhunderts meist im Bereich zwischen 150 und 230 Personen gelegen hatte, wurde seit Beginn der 1970er Jahre ein kräftiges Bevölkerungswachstum verzeichnet. Seither hat sich die Einwohnerzahl verdoppelt.

## Wirtschaft und Infrastruktur
Denney war bis weit ins 20. Jahrhundert hinein ein vorwiegend durch die Landwirtschaft (Ackerbau, Obstbau und Viehzucht) geprägtes Dorf. Seit Mitte der 1970er Jahre hat sich beim Autobahnanschluss und entlang der Hauptstraße eine Gewerbe- und Industriezone entwickelt. Hier haben sich Unternehmen des Baugewerbes, der Automobil- und der Nahrungsmittelindustrie angesiedelt. Im Weiteren gibt es verschiedene Betriebe des lokalen Kleingewerbes. Viele Erwerbstätige sind auch Wegpendler, die in der Agglomeration Belfort ihrer Arbeit nachgehen.
Die Ortschaft ist verkehrstechnisch gut erschlossen. Sie liegt nahe der Hauptstraße, die von Belfort nach Mülhausen führt. Der nächste Anschluss an die Autoroute A 36, welche das Gemeindegebiet durchquert, befindet sich in einer Entfernung von ungefähr zwei Kilometern. Weitere Straßenverbindungen bestehen mit Roppe, Phaffans und Bessoncourt. Mit der Stadt Belfort ist Denney durch eine Buslinie verbunden.